# Mroczny grabarz Riddle
Mroczny grabarz Riddle (jap. 葬儀屋リドル Sōgi-ya ridoru) – manga autorstwa Higasy Akai, publikowana na łamach magazynu internetowego „Gangan Online” wydawnictwa Square Enix od maja 2009 do marca 2013. 

## Fabuła
Hayato Sakura od zawsze przyciągał rozmaite duchy, uniemożliwiające mu normalne życie towarzyskie. Wszystko zmienia się, gdy pewnego dnia przed duchami ratuje go mężczyzna znany jako grabarz Riddle, który przepędza zjawy. Hayato prosi grabarza o pomoc w rozwiązaniu jego problemu, a ten zgadza się pod jednym warunkiem: Hayato musi zawrzeć z nim umowę i pomagać mu w pracy polegającej na odsyłaniu złych duchów w zaświaty.

## Publikacja serii
Manga ukazywała się w magazynie internetowym „Gangan Online” wydawnictwa Square Enix od 28 maja 2009 do 7 marca 2013. Seria została również opublikowana w 8 tankōbonach wydanych między 22 lutego 2010 a 22 kwietnia 2013.
W Polsce manga ukazała się nakładem wydawnictwa Studio JG.
| Nr | Język japoński    | Język japoński         | Język polski         | Język polski           |
| Nr | Data wydania      | ISBN                   | Data wydania         | ISBN                   |
| -- | ----------------- | ---------------------- | -------------------- | ---------------------- |
| 1  | 22 lutego 2010    | ISBN 978-4-7575-2803-1 | 4 grudnia 2017       | ISBN 978-83-8001-259-2 |
| 2  | 22 czerwca 2010   | ISBN 978-4-7575-2906-9 | 14 lutego 2018       | ISBN 978-83-8001-279-0 |
| 3  | 22 listopada 2010 | ISBN 978-4-7575-3062-1 | 20 kwietnia 2018     | ISBN 978-83-8001-300-1 |
| 4  | 22 kwietnia 2011  | ISBN 978-4-7575-3201-4 | 25 czerwca 2018      | ISBN 978-83-8001-325-4 |
| 5  | 22 listopada 2011 | ISBN 978-4-7575-3413-1 | 24 sierpnia 2018     | ISBN 978-83-8001-341-4 |
| 6  | 22 maja 2012      | ISBN 978-4-7575-3595-4 | 25 października 2018 | ISBN 978-83-8001-367-4 |
| 7  | 22 listopad 2012  | ISBN 978-4-7575-3782-8 | 18 grudnia 2018      | ISBN 978-83-8001-327-8 |
| 8  | 22 kwietnia 2013  | ISBN 978-4-7575-3939-6 | 18 lutego 2019       | ISBN 978-83-8001-407-7 |